# Håndboldligaen 2019/20
Die Håndboldligaen 2019/20 (vollständiger Name nach dem Hauptsponsor Primo Tours Ligaen 2019/20) war die 84. Spielzeit der höchsten dänischen Spielklasse im Handball der Männer.

## Modus
In dieser Saison spielten im Grunddurchgang (dänisch Grundspil) 14 Mannschaften im Modus „Jeder gegen jeden“ mit je einem Heim- und Auswärtsspiel.
Abstiegsrunde
Der Tabellenletzte des Grunddurchgangs stieg direkt in die zweite dänische Liga ab. Die Mannschaften auf den Plätzen 9 bis 13 spielten in einer einfachen Runde jeder gegen jeden die weiteren Platzierungen aus, wobei das schlechteste Team anschließend in der Relegation im Modus Best-of-3 gegen den Zweiten der zweiten dänischen Liga antreten musste.
Meisterschaftsrunde
Die besten acht Mannschaften des Grunddurchgangs qualifizierten sich für die Meisterrunde, in der zunächst in zwei Vierergruppen (Slutspil pulje 1+2) erneut jeder gegen jeden antrat. Die beiden besten Mannschaften jeder Gruppe traten im Halbfinale (Semifinaler pulje 1+2) über Kreuz gegeneinander im Modus Best-of-3 an. Die Verlierer der Halbfinals traten im Spiel um Bronze (Bronzekampe) erneut im Modus Best-of-3 gegeneinander an. Die Sieger der Halbfinals spielten im Finale (Finalekampe) im Modus Best-of-3 um die dänische Meisterschaft.
Saisonabbruch
Aufgrund der COVID-19-Pandemie wurde die Saison nach dem 24. Spieltag des Grunddurchgangs am 11. März 2020 vorzeitig abgebrochen. Aalborg Håndbold wurde als bestes Team des Grunddurchgangs zum dänischen Meister erklärt. Der Tabellenletzte Nordsjælland Håndbold stieg in die zweite Liga ab.
Europapokalteilnehmer
Der dänische Meister nahm an der EHF Champions League 2020/21 teil. GOG als dänischer Pokalsieger sowie die drei weiteren besten Mannschaften des Grunddurchgangs nahmen an der EHF European League 2020/21 teil.

## Grunddurchgang
| Pl.                                      | Verein                   | Sp. | S  | U | N  | Tore      | Diff. | Punkte  |
| ---------------------------------------- | ------------------------ | --- | -- | - | -- | --------- | ----- | ------- |
| 1.                                       | Aalborg Håndbold (M)     | 24  | 19 | 4 | 1  | 0706:6370 | +69   | 042:60  |
| 2.                                       | GOG                      | 24  | 17 | 0 | 7  | 0730:6860 | +44   | 034:140 |
| 3.                                       | Team Tvis Holstebro      | 24  | 14 | 5 | 5  | 0708:6240 | +84   | 033:150 |
| 4.                                       | Bjerringbro-Silkeborg    | 24  | 13 | 3 | 8  | 0717:6720 | +45   | 029:190 |
| 5.                                       | Skjern Håndbold          | 24  | 13 | 2 | 9  | 0685:6530 | +32   | 028:200 |
| 6.                                       | Skanderborg Håndbold     | 24  | 12 | 3 | 9  | 0680:6710 | +9    | 027:210 |
| 7.                                       | Ribe-Esbjerg HH          | 24  | 10 | 4 | 10 | 0649:6490 | ±0    | 024:240 |
| 8.                                       | Mors-Thy Håndbold        | 24  | 12 | 0 | 12 | 0653:6590 | −6    | 024:240 |
| 9.                                       | SønderjyskE Håndbold     | 24  | 10 | 2 | 12 | 0656:6590 | −3    | 022:260 |
| 10.                                      | Århus Håndbold           | 24  | 11 | 0 | 13 | 0676:6740 | +2    | 022:260 |
| 11.                                      | Fredericia HK (N)        | 24  | 6  | 4 | 14 | 0686:7360 | −50   | 016:320 |
| 12.                                      | KIF Kolding              | 24  | 5  | 3 | 16 | 0653:7300 | −77   | 013:350 |
| 13.                                      | Lemvig-Thyborøn Håndbold | 24  | 4  | 5 | 15 | 0610:6560 | −46   | 013:350 |
| 14.                                      | Nordsjælland Håndbold    | 24  | 4  | 1 | 19 | 0618:7210 | −103  | 09:390  |
| Quelle: Flashscore, Stand: 11. März 2020 |                          |     |    |   |    |           |       |         |

| Legende |                                                |
| (M)     | Dänischer Meister 2018/19                      |
| (N)     | Aufsteiger aus der der 1. Division             |
|         | Teilnehmer an der EHF Champions League 2020/21 |
|         | Teilnehmer an der EHF European League 2020/21  |
|         | Abstiegsplätze                                 |

## Meistermannschaft
Für den dänischen Meister Aalborg Håndbold kamen folgende Spieler zum Einsatz:
| Position        | Spieler                   | Spiele | Tore |
| --------------- | ------------------------- | ------ | ---- |
| Tor             | Mikael Aggefors           | 22     | 0    |
| Tor             | Kristian Sæverås          | 22     | 0    |
| Linksaußen      | Sebastian Barthold        | 23     | 81   |
| Linksaußen      | Buster Juul               | 20     | 51   |
| Rückraum links  | Henrik Møllgaard          | 24     | 99   |
| Rückraum links  | Mishels Liaba             | 16     | 37   |
| Rückraum links  | Tobias Ellebæk            | 24     | 76   |
| Rückraum Mitte  | Janus Daði Smárason       | 21     | 79   |
| Rückraum rechts | Oliver Norlyk             | 16     | 17   |
| Rückraum rechts | Ómar Ingi Magnússon       | 6      | 19   |
| Rückraum rechts | Mads Christiansen         | 24     | 56   |
| Rechtsaußen     | Mark Strandgaard Petersen | 24     | 82   |
| Rechtsaußen     | Magnus Møland Sønnichsen  | 8      | 2    |
| Kreisläufer     | Benjamin Jakobsen         | 21     | 21   |
| Kreisläufer     | Magnus Saugstrup          | 24     | 73   |
| Kreisläufer     | René Antonsen             | 18     | 11   |
| Trainer         | Stefan Madsen             | 3      | 0    |
| Co-Trainer      | Arnór Atlason             | 2      | 0    |

## Beste Torschützen
| Rang                                          | Spieler                 | Mannschaft            | Tore (davon 7 m) | Spiele |
| --------------------------------------------- | ----------------------- | --------------------- | ---------------- | ------ |
| 1                                             | Nikolaj Læsø            | Århus Håndbold        | 154 (1)0         | 24     |
| 2                                             | Lasse Kjær Møller       | GOG                   | 150 (6)0         | 24     |
| 3                                             | Jóhan á Plógv Hansen    | Bjerringbro-Silkeborg | 138 (52)         | 24     |
| 4                                             | Kasper Kisum            | Nordsjælland Håndbold | 135 (4)0         | 24     |
| 5                                             | Emil Manfeldt Jakobsen  | GOG                   | 133 (48)         | 24     |
| 6                                             | Magnus Bramming         | Team Tvis Holstebro   | 130 (27)         | 24     |
| 7                                             | Kristian Stoklund       | Fredericia HK         | 125 (48)         | 24     |
| 8                                             | Andreas Flodman         | KIF Kolding           | 121 (0)0         | 23     |
| 9                                             | Johan Meklenborg        | Team Tvis Holstebro   | 120 (41)         | 24     |
| 10                                            | Cornelius Kragh Aastrup | Skanderborg Håndbold  | 114 (0)0         | 24     |
| Quelle: tophaandbold.dk, Stand: 11. März 2020 |                         |                       |                  |        |

## Auszeichnungen
In das All-Star-Team der Håndboldligaen 2019/20 wurden folgende Spieler gewählt:
| Position        | Spieler                | Mannschaft            |
| --------------- | ---------------------- | --------------------- |
| Torhüter        | Kristian Sæverås       | Aalborg Håndbold      |
| Linksaußen      | Emil Manfeldt Jakobsen | GOG                   |
| Rückraum links  | Lasse Kjær Møller      | GOG                   |
| Rückraum Mitte  | Janus Daði Smárason    | Aalborg Håndbold      |
| Rückraum rechts | Nikolaj Øris Nielsen   | Bjerringbro-Silkeborg |
| Rechtsaußen     | Andreas Flodman        | KIF Kolding           |
| Kreisläufer     | Magnus Saugstrup       | Aalborg Håndbold      |